# ドリアン助川の正義のラジオ!ジャンベルジャン!
ドリアン助川の正義のラジオ!ジャンベルジャン!（ドリアンすけがわのせいぎのラジオ ジャンベルジャン）は、ニッポン放送で、1995年10月14日から2000年3月18日に放送されていた相談番組である。

## 番組概要
ニッポン放送は、土曜の深夜枠にて『後藤鮪郎の正義のラジオ!ジャンベルジャン! 』を放送していた。一方、後藤が居住していた愛知県教育委員会は「現役教諭」の立場で番組に出演し続ける後藤を問題視していた。1995年10月、番組内容を大きく変えずパーソナリティをロックバンド叫ぶ詩人の会のボーカルのドリアン助川を起用、新たに番組を開始した。番組タイトルの「ジャンベルジャン!」の意味は、後藤時代と同様、フランスの小説「レ・ミゼラブル」の主人公ジャン・ヴァルジャンと電話ベルを捩ったものである。
番組構成は、毎週10名程度の若年層のリスナーと電話を繋ぎ、様々な悩み相談に答えるものであった。主な相談内容は援助交際、妊娠、教師の性暴力などの性に関する話題から、受験やいじめなど学校生活に関する話題まで多岐に渡るテーマを扱った。
放送当時、番組中の受電数が1時間に1万コールを超えることもあったとドリアン助川は振り返っているOP、EDトーク以外にも場つなぎとして楽曲を流すこともあった。番組末期には構成を一部リニューアルし、「ポエトリーリーディング選手権」というリスナー同士のポエム対決を実施していた。
人気がピークに達した1998年、叫ぶ詩人の会のメンバーTakujiが覚醒剤所持により現行犯逮捕され、ドリアン助川は番組内で謝罪した。2000年3月18日、助川が家族を日本に残して単身ニューヨークへ語学留学するために番組が終了。最終回は、ニッポン放送が当時：港区台場のFCGビルに所在していたため、リスナーを集めて公開放送を実施した。1996年、第22回放送文化基金賞ラジオ番組部門本賞、第34回ギャラクシー賞ラジオ部門奨励受賞。

## 出演者

### パーソナリティ
- ドリアン助川（叫ぶ詩人の会 ボーカル）

### ナレーター
提供読みクレジット
- 荘口彰久（当時：ニッポン放送アナウンサー）

### 影響
白血病を患った女子学生が何度も登場。普通なら精神的にも参ってしまいそうな状況の中、その少女の明るい声、そして闘病中にも勉強し続け大学に合格するなどの前向きな姿勢に大きな反響があり、番組には少女に対する応援メッセージが多数寄せられた。その他、助川が主宰する叫ぶ詩人の会のライブにも駆けつけるなど番組の看板ともなった時期もあったが、その後亡くなった。助川は涙しながらそのことをリスナーに伝え、その少女の特別番組を放送した。助川はこの事を期にドナーに登録。後に公共広告機構（現：ACジャパン）の「20歳からのドナー登録」を呼びかけるCMのナレーションを務めた。
この番組の出演を契機に、助川が街を歩いていると、番組を聴いていたリスナーから声を掛けられ、「悩み相談」を希望され、嫌気が指した事で番組降板を希望していた。しかし、渡米後も舞い込んで来る仕事は「人生相談の仕事」しか来なくなり、遂には芸名である「ドリアン助川」を捨てて、「明川」名義で活動していた時期があった。その後、2015年4月から同局で放送している『テレフォン人生相談』のパーソナリティのオファーを受諾したと、後年語っている。

## 放送時間
- 土曜 23:30 - 24:59 - 1995年10月14日 - 2000年3月18日

### ネット局
- 全国NRN系列局

1997年10月の改編後は、地方ネットがスタート、全国放送となった。また、1998年4月に開始の地域もある。
なお、1999年現在では、基幹局のうち、北海道はSTVラジオが、東海地区は東海ラジオ（他にも静岡のSBSラジオや広島のRCCラジオ、徳島のJRTラジオ等）がそれぞれ放送しているが、関西地区と福岡県は未ネット。宮城県、福島県も未ネットだった。終了前に打ち切られた局もあった。なお打ち切られた局のほとんどは後継番組『福山雅治のオールナイトニッポンサタデースペシャル・魂のラジオ』で当番組枠のネットに復帰している。

## 著作
- 『ドリアン助川のもう君はひとりじゃない』扶桑社。1996年12月発行。絶版。ISBN 4594021298

## Web展開
2009年10月、インターネット動画配信サービスである、オールナイトニッポンモバイルにて、「オールナイトニッポンモバイルスペシャル ドリアン助川のジャンベルジャン」として番組が復活した。